# Campeonato Sub-19 de la AFF 2019
El Campeonato Sub-19 de la AFF 2019 se llevó a cabo en Vietnam del 6 al 19 de agosto y contó con la participación de 12 selecciones juveniles de la ASEAN. Australia venció en la final a Malasia para conseguir su quinto título del torneo.

## Fase de grupos

### Grupo A
| Equipo         | PJ | PG | PE | PP | GF | GC | Dif. | PTS |
| -------------- | -- | -- | -- | -- | -- | -- | ---- | --- |
| Indonesia      | 5  | 4  | 1  | 0  | 20 | 4  | +16  | 13  |
| Birmania       | 5  | 4  | 1  | 0  | 11 | 3  | +8   | 13  |
| Laos           | 5  | 3  | 0  | 2  | 8  | 5  | +3   | 9   |
| Timor Oriental | 5  | 2  | 0  | 3  | 12 | 13 | −1   | 6   |
| Filipinas      | 5  | 1  | 0  | 4  | 8  | 18 | −10  | 3   |
| Brunéi         | 5  | 0  | 0  | 5  | 4  | 20 | −16  | 0   |

| Fecha                | Lugar       |                |                           | Resultado |                           |                |
| -------------------- | ----------- | -------------- | ------------------------- | --------- | ------------------------- | -------------- |
| 6 de agosto de 2019  | Thủ Dầu Một | Laos           | Bandera de Laos           | 1:3       | Bandera de Birmania       | Birmania       |
| 6 de agosto de 2019  | Thủ Dầu Một | Timor Oriental | Bandera de Timor Oriental | 7:2       | Bandera de Brunéi         | Brunéi         |
| 6 de agosto de 2019  | Dĩ An       | Indonesia      | Bandera de Indonesia      | 7:1       | Bandera de Filipinas      | Filipinas      |
| 8 de agosto de 2019  | Dĩ An       | Laos           | Bandera de Laos           | 1:0       | Bandera de Brunéi         | Brunéi         |
| 8 de agosto de 2019  | Thủ Dầu Một | Indonesia      | Bandera de Indonesia      | 4:0       | Bandera de Timor Oriental | Timor Oriental |
| 8 de agosto de 2019  | Thủ Dầu Một | Birmania       | Bandera de Birmania       | 4:1       | Bandera de Filipinas      | Filipinas      |
| 10 de agosto de 2019 | Thủ Dầu Một | Filipinas      | Bandera de Filipinas      | 0:1       | Bandera de Laos           | Laos           |
| 10 de agosto de 2019 | Thủ Dầu Một | Brunéi         | Bandera de Brunéi         | 1:6       | Bandera de Indonesia      | Indonesia      |
| 10 de agosto de 2019 | Ho Chi Minh | Birmania       | Bandera de Birmania       | 1:0       | Bandera de Timor Oriental | Timor Oriental |
| 12 de agosto de 2019 | Thủ Dầu Một | Timor Oriental | Bandera de Timor Oriental | 5:2       | Bandera de Filipinas      | Filipinas      |
| 12 de agosto de 2019 | Thủ Dầu Một | Brunéi         | Bandera de Brunéi         | 0:2       | Bandera de Birmania       | Birmania       |
| 12 de agosto de 2019 | Ho Chi Minh | Indonesia      | Bandera de Indonesia      | 2:1       | Bandera de Laos           | Laos           |
| 14 de agosto de 2019 | Thủ Dầu Một | Filipinas      | Bandera de Filipinas      | 4:1       | Bandera de Brunéi         | Brunéi         |
| 14 de agosto de 2019 | Thủ Dầu Một | Laos           | Bandera de Laos           | 4:0       | Bandera de Timor Oriental | Timor Oriental |
| 14 de agosto de 2019 | Ho Chi Minh | Birmania       | Bandera de Birmania       | 1:1       | Bandera de Indonesia      | Indonesia      |

### Grupo B
| Equipo    | PJ | PG | PE | PP | GF | GC | Dif. | PTS |
| --------- | -- | -- | -- | -- | -- | -- | ---- | --- |
| Australia | 5  | 4  | 0  | 1  | 17 | 6  | +11  | 12  |
| Malasia   | 5  | 3  | 0  | 2  | 9  | 3  | +6   | 9   |
| Vietnam   | 5  | 2  | 1  | 2  | 6  | 6  | 0    | 7   |
| Camboya   | 5  | 2  | 0  | 3  | 7  | 13 | −6   | 6   |
| Tailandia | 5  | 1  | 2  | 2  | 6  | 8  | −2   | 5   |
| Singapur  | 5  | 1  | 1  | 3  | 3  | 12 | −9   | 4   |

| Fecha                | Lugar       |           |                      | Resultado |                      |           |
| -------------------- | ----------- | --------- | -------------------- | --------- | -------------------- | --------- |
| 7 de agosto de 2019  | Ho Chi Minh | Tailandia | Bandera de Tailandia | 1:1       | Bandera de Singapur  | Singapur  |
| 7 de agosto de 2019  | Ho Chi Minh | Camboya   | Bandera de Camboya   | 1:5       | Bandera de Australia | Australia |
| 7 de agosto de 2019  | Ho Chi Minh | Vietnam   | Bandera de Vietnam   | 1:0       | Bandera de Malasia   | Malasia   |
| 9 de agosto de 2019  | Ho Chi Minh | Malasia   | Bandera de Malasia   | 3:1       | Bandera de Singapur  | Singapur  |
| 9 de agosto de 2019  | Ho Chi Minh | Tailandia | Bandera de Tailandia | 3:4       | Bandera de Camboya   | Camboya   |
| 9 de agosto de 2019  | Ho Chi Minh | Vietnam   | Bandera de Vietnam   | 1:4       | Bandera de Australia | Australia |
| 11 de agosto de 2019 | Thủ Dầu Một | Singapur  | Bandera de Singapur  | 0:3       | Bandera de Vietnam   | Vietnam   |
| 11 de agosto de 2019 | Thủ Dầu Một | Australia | Bandera de Australia | 3:1       | Bandera de Tailandia | Tailandia |
| 11 de agosto de 2019 | Ho Chi Minh | Malasia   | Bandera de Malasia   | 3:0       | Bandera de Camboya   | Camboya   |
| 13 de agosto de 2019 | Ho Chi Minh | Camboya   | Bandera de Camboya   | 0:1       | Bandera de Singapur  | Singapur  |
| 13 de agosto de 2019 | Ho Chi Minh | Australia | Bandera de Australia | 0:3       | Bandera de Malasia   | Malasia   |
| 13 de agosto de 2019 | Ho Chi Minh | Tailandia | Bandera de Tailandia | 0:0       | Bandera de Vietnam   | Vietnam   |
| 15 de agosto de 2019 | Thủ Dầu Một | Singapur  | Bandera de Singapur  | 0:5       | Bandera de Australia | Australia |
| 15 de agosto de 2019 | Ho Chi Minh | Vietnam   | Bandera de Vietnam   | 1:2       | Bandera de Camboya   | Camboya   |
| 15 de agosto de 2019 | Ho Chi Minh | Malasia   | Bandera de Malasia   | 0:1       | Bandera de Tailandia | Tailandia |

## Fase final
En esa fase, en caso de empate, se usará la tanda de penaltis para decidir el ganador.

### Semifinales
| 17 de agosto de 2019 | Indonesia                             | 3:4 (t. s.) | Malasia                                           | Estadio Gò Đậu, Thủ Dầu Một                                  |                                                              |
| 16:30                | - Bagus 45' - Fajar 80' - Brylian 83' | Reporte     | - Aiman 19' - Luqman 54' - Harith 84' (pen.), 99' | Asistencia: 564 espectadores Árbitro(s): Mongkolchai Pechsri | Asistencia: 564 espectadores Árbitro(s): Mongkolchai Pechsri |

| 17 de agosto de 2019 | Australia                | 2:1     | Birmania          | Estadio Gò Đậu, Thủ Dầu Một                             |                                                         |
| 19:30                | - Brook 56' - Trewin 77' | Reporte | - La Min Htwe 18' | Asistencia: 251 espectadores Árbitro(s): Ahmad A'qashah | Asistencia: 251 espectadores Árbitro(s): Ahmad A'qashah |

### Disputa del tercer lugar
| 19 de agosto de 2019 | Indonesia                                       | 5:0     | Birmania | Estadio Thống Nhất, Ho Chi Minh                         |                                                         |
| 16:30                | - Beckham 37', 45+1' - Supriadi 38', 42', 45+3' | Reporte |          | Asistencia: 275 espectadores Árbitro(s): Souei Vongkham | Asistencia: 275 espectadores Árbitro(s): Souei Vongkham |

### Final
| 19 de agosto de 2019 | Malasia | 0:1     | Australia   | Estadio Thống Nhất, Ho Chi Minh                      |                                                      |
| 19:30                |         | Reporte | - Brook 79' | Asistencia: 859 espectadores Árbitro(s): Ngô Duy Lân | Asistencia: 859 espectadores Árbitro(s): Ngô Duy Lân |

## Campeón
| Campeonato sub-19 de la AFF 2019 |
| -------------------------------- |
| Bandera de Australia             |
| Australia 5º Título              |

## Goleadores
| Jugador                  | Selección      | Goles |
| ------------------------ | -------------- | ----- |
| Mouzinho Barreto de Lima | Timor Oriental | 6     |
| Dylan Ruiz-Diaz          | Australia      | 6     |
| Bagus Kahfi              | Indonesia      | 6     |
| Mochammad Supriadi       | Indonesia      | 5     |
| Luqman Hakim Shamsudin   | Malasia        | 4     |
| Carlo Guanzon Dorin      | Filipinas      | 4     |
| Sieng Chanthea           | Camboya        | 4     |
| Beckham Putra            | Indonesia      | 4     |